# Brahim Djamel Kassali
Brahim Djamel Kassali, né le 11 novembre 1954 à Paris, est un haut fonctionnaire et homme politique algérien, ministre des Finances de 2022 à 2023.

## Biographie

### Formation
En 1994, il obtient un diplôme en privatisation et modernisation du secteur public en économie de marché à l'Institut international d'administration publique (France), et un an plus tard, un diplôme en organisation du marché des capitaux à l'Institut des services financiers internationaux de Montréal.

### Carrière professionnelle
De 1980 à 1983, il occupe le poste d'inspecteur principal du trésor, du crédit et des assurances au ministère des Finances algériennes.
D'avril 1995 à mai 2003, il occupe le poste de directeur des emprunts et engagements de l'Etat au ministère des finances algériennes.
En juin 2003, il est nommé directeur général du Trésor par intérim, poste qu'il occupe pendant deux ans, pour être nommé, à partir de septembre 2005, et jusqu'à mai 2020, PDG de la Compagnie algérienne d'assurance et de réassurance (CAAR),.
Le 2 juin 2020, il devient secrétaire général du ministère des Finances.

### Parcours politique
Le 14 juin 2022, le président de le République, Abdelmadjid Tebboune le nomme par intérim à le tête du ministère des Finances à la place de Abderrahmane Raouya. Il est confirmé dans ses fonctions le 14 juillet suivant,.